# 上島 (天草諸島)
上島（かみしま）は、225.32km2 熊本県第2位の面積を有する島である。日本では16番目の面積である。

## 行政
上島は上天草市と天草市に属している。

## 自然

### 主な山
倉岳（くらたけ）の682mの山や、龍ヶ岳（りゅうがたけ）の470mの山などがある。

### 主な瀬戸
- 本渡瀬戸

### 自然災害
- 1972年（昭和47年）7月6日、天草地方一帯に集中豪雨（昭和47年7月豪雨）。土砂災害などの発生により、上島島内だけでも死者・行方不明者113人[2]。

## 主な施設
- ミューイ天文台
- 道の駅有明

## 交通

### 道路

#### 有料道路
松島有料道路と、それに接続する松島有明道路(無料区間)があり将来的には熊本天草幹線道路の一部となる。
- 合津IC
- 知十IC
- 米の山IC
- 上津浦IC

#### 国道
- 国道324号
- 国道266号

#### 主要地方道
- 熊本県道34号松島馬場線
- 熊本県道59号有明倉岳線

#### 一般県道
- 熊本県道109号大浦港線
- 熊本県道277号姫戸港教良木線
- 熊本県道282号河内上津浦港線
- 熊本県道283号下浦馬場線
- 熊本県道290号教良木知十港線

#### その他の道路
- 天草上島中央広域道路

### バス路線
いずれも九州産交バス・産交バスが運行している。

#### 有明線（国道324号方面）
- 本渡バスセンター⇔下津浦⇔上津浦⇔大浦（旧：天草東高校前）⇔大浦港⇔松島線（上津浦旧道・大浦港経由）
- 本渡バスセンター⇔下津浦⇔上津浦⇔楠甫・教良木線（上津浦旧道・大浦新道経由）
- 本渡バスセンター⇔上津浦漁協前⇔大浦⇔松島線（上津浦新道経由）＝松島まで快速あまくさ号と同じコースの普通バス。

#### 栖本倉岳線（国道266号方面）
- 本渡バスセンター⇔下浦小学校（下浦バイパス）⇔金焼⇔栖本馬場⇔大河内⇔教良木⇔内の河内⇔山口⇔松島線
- 本渡バスセンター⇔下浦⇔栖本トンネル⇔栖本馬場⇔棚底⇔浦⇔教良木⇔知十⇔松島線
- 本渡バスセンター⇔下浦小学校（下浦バイパス）⇔金焼⇔栖本馬場⇔大河内⇔教良木⇔内の河内⇔姫の浦⇔樋の島宮の下⇔上天草病院⇔赤碕・池の浦線

#### 島内のその他の路線
- 松島-知十-内の河内-姫の浦-上天草病院-赤碕-池の浦線（平日のみ倉岳高校始発1便あり）
- 松島-知十-教良木-内の河内-姫の浦-上天草病院-赤碕-池の浦線
- 松島-知十-教良木-内の河内-姫の浦-樋の島宮の下-上天草病院-赤碕-池の浦線（松島方面のみ）
- 松島-知十-内の河内-姫の浦-樋の島宮の下-上天草病院-赤碕-池の浦線（赤碕方面のみ）
- 松島-東阿村-牟田-姫戸港線（国道266号ルート）

#### 島から離れる路線
- 熊本・本渡快速（あまくさ号） 産交車庫前⇔本渡バスセンター⇔上津浦漁協前⇔松島⇔登立⇔五橋入口（三角駅）⇔宇土⇔熊本駅⇔熊本桜町バスターミナル線

- 松島-樋合線（一部今津学校行きもあり）
- 松島-瀬高-さんぱーる線（普通便。三角方面へはさんぱーるで乗換、または快速を利用）

上記は産交バス天草営業所管轄路線。ただし松島-樋合線と松島-さんぱーる線は産交バス三角営業所管轄。